# Cryptochia califca
Cryptochia califca är en nattsländeart som beskrevs av Donald G. Denning 1968. Cryptochia califca ingår i släktet Cryptochia och familjen husmasknattsländor. Inga underarter finns listade i Catalogue of Life.